# Tarnovia Tarnów
El Tarnovia Tarnów es un equipo de Fútbol de Polonia que juega en la IV Liga, la quinta división nacional.

## Historia
Fue fundado en el año 1909 en la ciudad de Tarnów luego de la fusión de los equipos KS Pogoń Tarnów y Biało-Czerwonymi Tarnów con el nombre FK Tarnovia-Czarni y en su historia han cambiado de nombre en varias ocasiones:
- 1909 – Tarnovia-Czarni, Tarnovia-Pogoń
- 1918 – Sokoli Klub Sportowy Tarnovia
- 1945 – Towarzystwo Sportowe Tarnovia
- 1950 – Związkowy Klub Sportowy Ogniwo-Tarnovia
- 1954 – Tarnowski Klub Sportowy Sparta-Tarnovia
- 1957 – Klub Sportowy Start-Tarnovia
- 1979 – Międzyzakładowy Klub Sportowy Tarnovia
- 1981 – Miejski Klub Sportowy Tarnovia

En 1913 participa oficialmente en los torneos nacionales de Fútbol, con un periodo de inactividad entre 1914 y 1918, y después de 1919 jugó más de 150 partidos amistosos, con lo que se convirtió en el equipo más fuerte de la ciudad. En 1922 juega por primera vez en la Klase B, de la cual sale campeón tres años después y asciende a la Klase A.
Durante la Segunda Guerra Mundial jugadores del club jugaron partidos con fines conspiratorios a las afueras de la ciudad, donde asesinaron a varios de ellos, permaneciendo en inactividad hasta el final de la guerra en 1945, logrando dos años después el ascenso a la Ekstraklasa por primera vez en su historia luego de terminar en tercer lugar en la fase final de ascenso.
La aventura del equipo en la primera división fue de solo una temporada luego de finalizar de 11 entre 14 equipos, aunque lograron victorias importantes como el 2-0 ante el Legia Varsovia, 2-1 ante Wisla Cracovia, 3-0 ante el Ruch Chorzów, 3-1 ante Warta Poznań y 4-0 ante AKS Chorzów.

## Palmarés
- Klase B Tarnow: 1

1925